# Dragon Ball
Dragon Ball (jap. ドラゴンボール Doragon Bōru) – manga stworzona przez Akirę Toriyamę. Jej pierwsze rozdziały są luźno oparte na motywach zaczerpniętych z szesnastowiecznej powieści chińskiej Wędrówka na Zachód.
Rozdziały mangi ukazywały się w latach 1984–1995 na łamach japońskiego tygodnika Shūkan Shōnen Jump wydawnictwa Shūeisha, a następnie zostały wydane w formie 42 tomów tankōbon. W Polsce została wydana nakładem wydawnictwa Japonica Polonica Fantastica.
Na podstawie mangi studio Toei Animation wyprodukowało anime, które składa się z pięciu serii – Dragon Ball (1986–1989) i Dragon Ball Z (1989–1996) opartych na mandze, a także Dragon Ball GT (1996–1997), Dragon Ball Super (2015–2018) i Dragon Ball Daima (2024-), prezentujących nowe przygody bohaterów. W latach 2009–2011 i 2014–2015 emitowana była odświeżona wersja serii Z (z niewielkimi zmianami) pod tytułem Dragon Ball Kai.
Seria zdobyła na świecie wielką popularność. Autorzy obecnie popularnych mang (jak Naruto czy One Piece) przyznają, że czerpali z niej inspirację do własnej twórczości.

## Opis fabuły
Son Gokū, chłopiec z ogonem, wraz z nowo poznaną przyjaciółką Bulmą wyrusza w podróż w poszukiwaniu tajemniczych Smoczych Kul. Legenda głosi, że gdy zbierze się siedem kul, pojawia się smok – Shen Long (pol. Boski Smok), który spełni jedno życzenie. Od wielu lat jednak nikt nie zdołał zebrać wszystkich kul. Son Gokū już jako dziecko dysponuje potężną siłą (potrafi udźwignąć samochód), a z biegiem czasu staje się coraz silniejszy i wraz z przyjaciółmi broni losów Ziemi.

## Postacie

### Główni bohaterowie
- Son Gokū (jap. 孫悟空 Son Gokū; w wersji anime z polskim lektorem Songo) – główny bohater serii. Należy do rasy Saiyan i pochodzi z planety Vegeta, gdzie nadano mu imię Kakarotto. Jest synem Bardocka, wojownika, który zbuntował się przeciwko Freezerowi oraz młodszym bratem Raditza. Jako niemowlę został wysłany na Ziemię w celu jej zniszczenia, jednak w wyniku wypadku stracił pamięć. Jego opiekunem został stary wojownik Gohan, który nadał mu imię Son Gokū. Jest on wojownikiem, któremu wyjątkowo łatwo przychodzi pozyskiwanie nowych umiejętności. Swoim dobrym sercem i pozytywnym nastawieniem szybko zjednuje sobie innych ludzi.
- Bulma (jap. ブルマ Buruma) – córka genialnego naukowca i właściciela Capsule Corporation Prof. Briefsa i pani Briefs. Jest ładną i świadomą swoich wdzięków dziewczyną. Po ojcu odziedziczyła inteligencję oraz zamiłowanie do konstruowania wynalazków. Już jako nastolatka skonstruowała Smoczy Radar pozwalający zlokalizować smocze kule, a następnie wyruszyła w podróż, podczas której poznała małego Goku. Z nią Gokū przeżywał pierwsze przygody i to ona powiedziała mu o mocy Smoczych Kul. Początkowo spotykała się z Yamchą, ale ostatecznie związała się z Vegetą, z którym ma dwójkę dzieci – Trunksa i Brę.
- Oolong (jap. ウーロン Ūron) – Ziemianin, niewielkich rozmiarów zantropomorfizowany prosiak. Wūlóng, a wraz z nim Pǔěr, należy do grupy ziemskich istot, które posiadają zdolność transformacji. Wystarczy, że wyobrazi sobie, w co chce się przemienić, i od razu przybiera daną postać. Kiedy prosiak zmienia postać, jego siła nie ulega zmianie. Do momentu, kiedy Wūlóng spotkał na swej drodze Bulmę i Son Gokū, parał się terroryzowaniem małych wsi – porywał z nich młode dziewczęta, którym później zapewniał luksusowy byt w swoim pałacu. Siłą przeciągnięty na stronę dobra, wyruszył wraz z Sonem i Bulmą na poszukiwanie smoczych kul. Jego jedynym kolegą z czasów dzieciństwa jest Pǔěr. Wūlónga cechuje straszne tchórzostwo. W ekstremalnych warunkach miewa rewelacyjne pomysły i potrafi zachować zimną krew.
- Yamcha (jap. ヤムチャ Yamucha; w wersji anime z polskim lektorem Jamsza) – początkowo jest pustynnym bandytą, jednak później zakochuje się w Bulmie i pomaga znaleźć Smocze Kule. Drugi z najsilniejszych ludzi na świecie. Od Sagi Majin Buu nie walczy, bo uważa, że jest za słaby.
- Pu'ar (jap. プーアル Pūaru) – mały niebiesko-zółtawy kotek, przyjaciel i sługa Yamchy. Na początku jedna z głównych postaci serii, ukazuje nam się wypatrujący przez lunetę swoich następnych ofiar. Wraz z Yamchą atakuje Bulmę, Goku i Oolonga. Okazuje się być dawnym szkolnym kolegą Oolonga. W Szkole Transformacji – bo do niej uczęszczali – niespecjalnie darzyli się sympatią.
- Muten Roshi (jap. 亀仙人 Kame-Sen'nin; w wersji anime z polskim lektorem Genialny Żółw) – nieśmiertelny staruszek zamieszkujący małą wysepkę pośrodku oceanu. Jest pierwszym nauczycielem Goku i Kuririna. Twórca techniki Kamehameha, która stała się "wizytówką" Son Goku i była wielokrotnie wykorzystywana w walce. Przez długi czas najsilniejszy człowiek na świecie, traci ten tytuł po 22 "Mistrzostwach o tytuł najlepszego wojownika pod słońcem", gdy jego uczniowie go prześcigają. Uwielbia seksowne kobiety i często ogląda magazyny erotyczne.
- Byczy Lucyfer (jap. 牛魔王 Gyūmaō; w wersji anime z polskim lektorem Szatanus) – olbrzym, Ziemianin i zarazem potężny mistrz sztuk walki. Jest ojcem Chichi i teściem Son Gokū. Niegdyś pobierał nauki u Muten Rōshiego i do czasu Gokū i Kurilína był jego drugim najlepszym uczniem. Poznajemy go na początku serii DB, kiedy Gokū, Bulma i Oolong przybywają do jego zamku w celu odnalezienia Smoczej Kuli. Gyū Maō stacza wtedy walkę z małym Saiyaninem, w której okazuje się być słabszym niż jego przeciwnik. Dowiedziawszy się kim jest Gokū, prosi go, aby ten odnalazł jego córkę i pomógł jej w pożyczeniu Wachlarza Bashō.
- Chichi (jap. チチ) – żona Son Goku, matka Gohana i Gotena, babcia Pan. Poznała Goku gdy oboje byli dziećmi, podczas jednej z jego podróży. Zakochuje się w nim, a on obiecuje się z nią ożenić, nie wiedząc co właściwie znaczy to słowo. Kilka lat później, wściekła Chichi pojawia się na Turnieju Sztuk Walki. Jej przeciwnikiem jest Goku, który tak jak większość jego przyjaciół, nie rozpoznaje jej. Chichi zgadza się wyjawić swoją tożsamość, pod warunkiem, że Goku uda się pokonać ją w walce. Mimo że Goku nie był świadom znaczenia swojej obietnicy, postanawia jej dotrzymać – zostają parą i jakiś czas później biorą ślub. Chichi jako żona i matka jest wymagająca i bezkompromisowa – to ona rządzi w domu Son. Z drugiej strony bardzo kocha swoich mężczyzn i troszczy się o nich.
- Kuririn (jap. クリリン; w wersji anime z polskim lektorem Krilan) – najlepszy przyjaciel Son Gokū z dzieciństwa. Uczeń Genialnego Żółwia, najsilniejszy człowiek na Ziemi. Nie ma nosa, dzięki czemu na 21 Światowym Turnieju Sztuk Walki pokonał obrzydliwego Bacteriana, z którym inni nie mogli się mierzyć z powodu okropnego zapachu. Jest łysy, jednak w Sadze Majin Buu zapuszcza włosy. W sadze Komórczaka zakochuje się w Androidzie 18, a następnie ratuje jej życie.
- Lunch (jap. ランチ Ranchi; w wersji anime z polskim lektorem Lansz) – uratowana przed wymiarem sprawiedliwości przez małych Gokū i Kulilina, zostaje użyta jako "przepustka" do nauki u Żółwiego Pustelnika. Osiedla się w Kame House i pracuje dla naszych bohaterów jako gospodyni domowa. Ważną i najbardziej różniącą ją od innych ludzi umiejętnością jest możliwość zmiany wizerunku i osobowości. Za każdym razem gdy Lunch kichnie jej charakter ulega transformacji o 180°, a włosy zmieniają kolor.
- Vegeta (jap. ベジータ Bejīta) – książę Saiyan, pochodzący z planety, po której nosi imię. Z początku dumny i pyszny wojownik, pragnący podbijać nowe planety i zabijać ich mieszkańców. Na planecie Namek przyłącza się do przyjaciół Goku, pragnąc podstępem zdobyć nameczańskie Smocze Kule i pokonać Freezera. Tuż przed wybuchem planety zostaje razem z innymi przeniesiony na Ziemię przy pomocy Boskiego Smoka. Ostatecznie zamieszkuje z Bulmą, która dostarcza mu przyrządów do ćwiczeń – jego obsesją staje się prześcignięcie Goku. Z jego związku z Bulmą rodzi się 2 dzieci: Trunks i Bra, a pod ich wpływem Vegeta łagodnieje i staje się obrońcą Ziemi.
- Piccolo (jap. ピッコロ; w wersji anime z polskim lektorem Szatan Serduszko) – jest zielonoskórym wojownikiem, pochodzącym z planety Namek. Jest synem Piccolo Daimaō i jednocześnie jego nowym wcieleniem. Jego ojciec powstał razem z Ziemskim Bogiem z rozdzielenia się Mega Piccolo. Po powtórnym połączeniu staje się Super Nameczaninem, który jest silniejszy od Super Sayanina poziomu 1. Początkowo wróg Goku, lecz w miarę upływu czasu przechodzi na jego stronę. Ma możliwość regeneracji dowolnej części ciała poza mózgiem i sercem, potrafi również wydłużać swoje kończyny i ma nadzwyczajny słuch.
- Son Gohan (jap. 孫悟飯; w wersji anime z polskim lektorem Songokan) – syn Gokū i Chichi, od dziecka posiada wielkie zasoby mocy, która całkowicie wyzwala się jednak tylko pod wpływem silnych emocji. Jego potencjał zostaje prawie zaprzepaszczony przez matkę, która chce, by jej syn dobrze się uczył i został wielkim naukowcem. Lecz przed tym pomaga on w walce bohaterom: najpierw leci na Namek, a następnie osiąga 1 i 2 poziom Super Saiyanina i pokonuje Cella. Jako nastolatek idzie do szkoły Herkulesa w Satan City, gdzie poznaje jego córkę Videl i zostaje lokalnym superbohaterem o pseudonimie "Międzygalaktyczny Wojownik" (jap. "Great Saiyaman"). Następnie walczy z Dabrą, a po treningu na planecie Kaioshinów mierzy się z Majin Buu. Ostatecznie zostaje naukowcem i mężem Videl, z którą ma córkę Pan.
- Son Goten (jap. 孫悟天) – drugi syn Gokū, który urodził się po jego śmierci w walce z Cellem. Jako dziecko jest bardzo podobny do swego ojca. Już w wieku 7 lat udaje mu się osiągnąć pierwszy poziom Super Sayanina, ale początkowo nie umie latać. Jego najlepszym przyjacielem jest o rok starszy Trunks.
- Trunks (jap. トランクス Torankusu; w wersji anime z polskim lektorem Tronk) – jeden z głównych bohaterów Dragon Balla, syn Bulmy i Vegety, starszy brat Bry. Ma niebieskie oczy i fioletowe włosy. Urodził się rok przed pojawieniem się Cella. Od najmłodszych lat był trenowany przez ojca na najlepszego wojownika. W wieku 8 lat opanował umiejętność przemiany w Super Saiyanina. Pod okiem Gokū i Piccolo nauczył się wraz z Gotenem tańca fuzji, dzięki któremu tworzyli postać Gotenksa. Trunks posiada miecz, który dostał od Tapiona w filmie kinowym nr DBZ #13.
  - Trunks z przyszłości – syn Bulmy i Vegety z alternatywnej przyszłości, w której Son Goku umarł na serce, a pozostali wojownicy zostali pokonani przez Androidy 17 i 18. Jego matce udaje się skonstruować wehikuł czasu, dzięki któremu Trunks przenosi się w przeszłość, 2 lata przed swoimi narodzinami. Na miejscu zabija Freezera i jego ojca, a gdy Goku wraca z treningu w kosmosie, Trunks wyjawia mu swoją tożsamość i ostrzega przed wrogiem, który ma pojawić się za 3 lata. Daje mu też lek na chorobę, która zabiła go w alternatywnej przyszłości. Następnie wraca do swoich czasów, by ponownie pojawić się 3 lata później i pomóc w walce z Androidami i Cellem. Zostaje zabity w walce, co wyzwala atak wściekłości Vegety. Pod koniec sagi zostaje wskrzeszony razem z innymi. Trunks posiada miecz, który dostał od Bulmy w odcinku specjalnym nr 2 (OAV 2) (pl."Odporność Do Rozpaczy!! Pozostali super wojownicy, Son Gohan i Trunks!", ang. "The History of Trunks"). Jego mentorem był Gohan, którego późniejsza śmierć doprowadziła do przemiany Trunksa w Super Saiyanina. W jeszcze innej przyszłości, został zabity przez Cella, który następnie ukradł jego wehikuł czasu i przeniósł się w przeszłość.
- Android 18 – drugi z Androidów, przed którymi ostrzegał Trunks z przyszłości. Ma postać pięknej, jasnowłosej kobiety. Początkowo postać negatywna, która razem ze swoim bratem sieje spustoszenie. Oba Androidy zostają zaabsorbowane przez Cella, jednak później potwór "wymiotuje" Osiemnastkę. Jej życie ratuje zakochany w niej Kuririn. W późniejszym czasie zostaje jego żoną i rodzi mu córkę Marron. W innym wymiarze zginęła razem z bratem z ręki Trunksa.
- Tenshinhan (w wersji anime z polskim lektorem Tenszin) – Ziemianin, posiadający trzecie oko, dzięki któremu mógł łatwo opanować wiele ciekawych technik, takich jak Kikoho, czy Taiyōken. Najlepszy przyjaciel Chiaotzu.
- Chiaotzu (w polskiej wersji mangi Jiaozi, w wersji anime z polskim lektorem Kaoz) – najlepszy przyjaciel Tenshinhana. Ma postać małego Arlekina. Trenował u Północnego Kaio wraz z Yamchą, Tenshinhanem i Piccolo. Posiada zdolności telekinetyczne.
- Yajirobē (w wersji anime z polskim lektorem Jaskiniowiec) – leśny człowiek, którego Gokū poznał podczas podróży po Smocze Kule. Należy do Wojowników Z, lecz jest z nich najsłabszy i tchórzliwy. Bardzo lubi jeść. Mieszka na świętej wieży z kocim pustelnikiem Karinem.
- Videl – żona Gohana, córka Mr Satana, matka Pan. Pojawia się po Sadze Cella. Son Gohan na początku ich znajomości próbuje zataić przed nią prawdziwą tożsamość, lecz ona dzięki swej dociekliwości i kobiecej intuicji rozszyfrowuje, iż to on jest Great Saiyamanem i wymusza na nim aby nauczył ją latać i korzystać z energii Ki. Jej imię to anagram angielskiego słowa "devil".
- Pan – córka Gohana i Videl. Wnuczka Gokū, oraz Mr Satana. W DBZ pojawia się w ostatnim odcinku, natomiast ważniejszą rolę odgrywa w serii GT.
- Bra – córka Vegety i Bulmy, jest postacią drugoplanową, lecz płynie w niej krew Saiyan. Jest typową "córeczką tatusia" i bardziej od walki interesują ją zakupy.

### Główni przeciwnicy
- Pilaf – Jest to Demon o niebieskiej skórze, charakteryzuje się tym że ma duże i wyłupiaste oczy a jego twarz jest pozbawiona nosa. Zawsze ubierał się jak cyrkowy klaun, z ozdobną kryzą pod szyją, na głowie nosił czarną czapkę z pomponem. Podczas serii poszukiwał smoczych kul, jego życzenie nie było zbyt oryginalne bo po prostu chciał zawładnąć nad światem, lecz niestety zawsze na drodze do szczęścia stawał mu mały Goku.
- Shu – Ninja Imperatora Pilafa, który najwyraźniej jest humanoidalnym psem. On i Mai zwykle pracują razem, aby wykonać dzieło ich Imperatora. Jest jednym z pierwszych złoczyńców w serii Dragon Ball, ale być może złoczyńca jest zbyt silnym słowem na takiego słabeusza. Jest prawie komiczną postacią. Pierwotnie znany jako Soba w mandze, ale został przemianowany ze względu na nazwę anime podaną po Akira Toriyama zapomniał, że nazwał go wcześniej. Pojawia się wraz z Mai i Pilaf w dwóch odcinkach Dragonball GT.
- Mai (jap. マイ) – kobieta która jest podwładną Pilafa wraz z Shu. W przeciwieństwie do reszty ma jaśniejszy umysł, gdyż zawsze to ona wpada na dobre pomysły.
- Freezer – syn Cold Daio oraz młodszy brat Coolera. Należy do rasy Changeling. Tyranizuje galaktykę i jest sprawcą zagłady planety Vegeta. Przybywa na Namek w poszukiwaniu 7 smoczych kul. Zostaje jednak pokonany przez Gokū i pozostawiony na wybuchającej planecie. Udaje mu się przeżyć, ale natychmiast po przybyciu na Ziemię ginie z ręki Trunksa z przyszłości.
- Cell (jap. セル Seru; w polskiej wersji anime Komórczak) – stworzony przez Dr. Gero, twórcę androidów, z komórek najpotężniejszych wojowników (w tym Goku). W czasie trwania akcji został zniszczony w laboratorium nim zdołał urosnąć. Jego dojrzała wersja przybyła z przyszłości, w której Trunks zdołał zniszczyć androidy. Aby zyskać więcej siły wchłania ludzi, a następnie absorbuje androidy #17 oraz #18. Następnie organizuje specjalny turniej zwany Cell Game (Igrzyska Komórczaka), w którym uczestniczą wszyscy główni bohaterowie.
- Majin Buu, Okrutny Buu (w wersji anime z polskim lektorem Bubu) – różowy demon stworzony przez Bidibiego i uwolniony przez Babidiego, jego syna. Zabija swojego pana i sieje spustoszenie na Ziemi. Jako zły Buu zostaje pokonany przez Genki Damę stworzoną przez Gokū z energii Ziemian. Jego łagodniejsza i grubsza wersja zostaje przyjacielem Herkulesa i przechodzi na stronę dobra. W serii GT łączy się z Uubem, reinkarnacją złego Buu.

## Wersja polska
Jako pierwsza w Polsce, emisji chciała się podjąć telewizja Polsat, jednak premiera była przekładana kilkukrotnie z powodu rzekomych problemów technicznych, aż w 1997 roku całkowicie ją odwołano, ze względu na brutalność.
Telewizja RTL7, pierwotnie planowała emisję anime już od września 1998 roku, jednak wtedy się to nie udało. Do pomysłu wrócono rok później a seria zadebiutowała 1 października 1999. Jeszcze przed emisją, stacja obawiała się że anime może nie odnieść sukcesu przez możliwe protesty różnych środowisk oraz francuski dubbing. Jedynym przedsiębiorstwem posiadającym prawa do wyświetlania serii Dragon Ball w Polsce i reszcie Europy, była francuska AB Groupe, która oferowała tylko tę wersję anime. Początkowo, animacja zaliczyła średni start, jednak z czasem zaczęła zyskiwać popularność a największy przyrost widzów nastąpił w połowie Dragon Ball Z. W najlepszych czasach, program oglądało około 500,000 widzów. RTL7 (wykupione później przez ITI Group i przemianowane na TVN Siedem) wyemitowała wszystkie trzy serie z francuskim dubbingiem (od 37 odcinka Dragon Ball GT z japońskim) w wersji z polskim lektorem do stycznia 2001 roku a następnie emitowała serial ponownie do grudnia 2002. Pierwsze mangi pojawiła się w sprzedaży, w 2000 roku i wydawał je Instytut Francuski w Warszawie, jednak była to wersja w języku francuskim. Polskojęzyczne tłumaczenie zadebiutowało w 2001 roku a wydawcą został J.P.Fantastica. 12 lipca 2003 roku, TVN w programie Uwaga!, zarzuciła wydawcą mangi Dragon Ball promowanie "pornografii dziecięcej". Japonica-Polonica Fantastica wydała oświadczenie, w którym oskarżyła stację o szerzenie bezpodstawnych oszczerstw. Reportaż spotkał się także z krytyką wielu widzów, którzy wytknęli stacji niesłuszne stwierdzenia oraz hipokryzję ze względu na fakt iż, kilka miesięcy wcześniej sami emitowali serial. Na wszystkie zarzuty, TVN odpowiedział sugerując m.in. że reportaż miał na celu zwrócenie uwagi na brak oznakowania wiekowego mangi a samo anime emitowane w ich telewizji było wersją już ocenzurowaną, gdzie niektóre nieodpowiednie sceny zostały usunięte.
Następnie 11 stycznia 2012 roku stacja AXN Spin HD rozpoczęła transmisję Dragon Ball GT w wersji japońskiej z polskim lektorem (ale z tłumaczeniem z wersji amerykańskiej). Stacja wyświetliła wszystkie 64 odcinki, a 21 marca 2012 epizod specjalny. Po sukcesie serii GT AXN zdecydował się na zakup praw do nadawania Dragon Ball Kai, odświeżonej wersji Dragon Ball Z. Emisję serii pod zmienionym tytułem Dragon Ball Kai Z rozpoczęto 8 listopada 2012 także z tłumaczeniem z wersji amerykańskiej, ale z usuniętymi przekleństwami i bez "The Final Chapters" (sagi Buu).
15 października 2018 roku rozpoczęto emisję Dragon Ball Super na kanale Polsat Games, od 1 kwietnia 2019 było również emitowane w stacji TV4 a od października 2024 przez stację Nowa TV. Seria miał również być emitowana od września 2023 przez Eska TV lecz to odwołano. Jest to zdubbingowana wersja (z oryginalnymi czołówkami i tyłówkami) pod nadzorem europejskiego oddziału Toei Animation. W 2023 roku rozpoczęto emisję Dragon Ball Kai, także z dubbingiem na kanale Polsat Games, po raz pierwszy w kraju z sagą Buu. Obie serie był emitowane od wiosny 2024 również przez stację Fokus TV.
2 września 2024 kanał Gametoon rozpoczął emisję serii Dragon Ball z napisami. Od 12 września 2024 odcinki są dostępne w serwisie CANAL+ online. 18 października 2024 Netflix Polska udostępnił pierwszy odcinek Dragon Ball Daima.
Ponadto ukazało się 6 filmów kinowych Dragon Ball Z, z czego 5 na licencji AB Groupe. Kinówki 1, 2 oraz 3 ukazały się w 2001 roku wyłącznie na VHS z francuskim dubbingiem i lektorem Markiem Robaczewskim (jako Zbigniew Raciborski), kinówki 12 i 13 były pierwszymi w Polsce zdubbingowanymi animacjami tej serii, które ukazały się w kinie w 2002 roku a później na DVD, VHS i VCD. 15 marca 2025 roku w kinach Helios wyświetlono 14 kinówkę. 19 sierpnia 2022 roku, ukazał się Dragon Ball Super: Super Hero dystrybuowany przez United International Pictures w wersji z napisami a 26 sierpnia 2022, w wersji z polskim dubbingiem.

### RTL7
- Wersja polska – RTL 7
- Opracowanie i udźwiękowienie – Saga Studio
- Tekst polski:
  - Katarzyna Wojsz-Saaid – DB 1–20
  - Maryna Mściszówna – DB 21–153, DBZ 1–291.
  - Marta Krawic – DBGT 1–64
- Lektor – Marek Robaczewski (pod pseudonimami: Zbigniew Dobrzański – DB 1–153, DBZ 1–3; oraz Zbigniew Raciborski – DBZ 4–291, DBGT 1–64)
- Premiera – 1 października 1999[21]

## Odbiór
Według zestawienia z lutego 2012 roku manga Dragon Ball sprzedała się w ponad 156 milionach egzemplarzy w Japonii, co plasuje ją na drugim miejscu wśród najlepiej sprzedających się mang magazynu Shūkan Shōnen Jump. W 10. edycji Japan Media Arts, finansowanej przez oddział japońskiego ministerstwa edukacji, kultury, sportu, nauki i technologii, Dragon Ball został uznany trzecią najlepszą mangą wszech czasów.
W dwóch, przeprowadzonych równolegle przez TV Asahi, sondażach, anime Dragon Ball zajęło odpowiednio drugie i trzecie miejsce wśród najchętniej oglądanych. W dorocznym cyklu Anime Grand Prix miesięcznika Animage, anime zostało uplasowane na 11. miejscu w 1989 roku. Recenzenci i redakcja polskojęzycznego serwisu tanuki.pl zarówno mandze, jak i anime wystawiła ocenę 7/10.